# 디오도로스 시켈로스

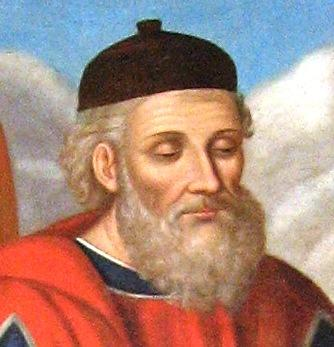
19세기 프레스코에 묘사된 디오도로스 시켈로스.

디오도로스 시켈로스(고대 그리스어: Διόδωρος Σικελιώτης, Diodoros Sikeliotes)는 그리스의 역사가로, 기원전 60년과 기원전 30년 사이의 역사를 저술한 세계사 《역사총서》(Bibliotheca Historica, 비블리오테카 히스토리카)로 알려져 있다.

## 생애
디오도로스의 작품에 따르면, 디오도로스는 율리우스 카이사르, 아우구스투스와 동시대의 인물로 시켈리아의 아기리움 (오늘날의 아기라)에서 태어났다. 고대에는 그의 작품에 드러난 사실을 제외하고 그의 일생과 행적을 담은 기록이 없다. 다만, 《역사총서》(비블리오테카 히스토리아)에 따르면 기원전 60년에서 기원전 57년에 걸쳐 이집트를 여행하고 로마에 자주 머물면서 적어도 기원전 21년까지 살았던 것이 분명하다.
히에로니무스만이 "아브라함 1968년" (기원전 49년)의 크로니콘에서 “시칠리아의 디오도로스는 그리스의 역사 저술가로, 저명해졌다.”고 쓰고 있다. 그의 작품을 영어로 번역한 찰스 헨리 올드파더는 아기리움에 남은 두 개의 그리스인 비문 중 하나는 묘비에 쓰여진 것으로, ‘디오도로스, 아폴로니우스의 아들’이며, 이것이 실제의 디오도로스의 사실과 일치한다는 것에 주목하였다.

## 역사총서

Bibliotheca historica, 1746

디오도로스는 역사책으로 《역사총서》(고대 그리스어: Βιβλιοθήκη ἱστορική , Bibliotheke Historike, 라틴어: Bibliotheca Historica)를 남겼다. 작품은 3부 40권으로 이루어지며, 그 중 1권부터 5권(각국의 신화), 11권에서 20권(기원전 480년에서 기원전 302년의 연대 잡지)이 완전히 전해지고 있으며, 이후 권은 단편으로 남아있을 뿐이다.
내용은 키메의 에포로스(Ephoros, 기원전 4세기), 카르디아의 히에로니모스(Hieronymos, 기원전 4세기 후반)를 비롯한 선대 역사학자의 저서를 취합한 것으로 독창성은 낮지만, 이들 선행 저서가 거의 소실되어 버렸기 때문에 사료로서 가치가 높다.

## 같이 보기
- 유니아누스 유스티누스
- 아리아노스
- 쿠르티오스 루포스